# Wiśniowiec (obwód miński)
Wiśniowiec, Howiezna (biał. Вішнявец, Wiszniawiec; ros. Вишневец, Wiszniewiec) – agromiasteczko na Białorusi, w obwodzie mińskim, w rejonie stołpeckim.
We wsi znajduje się barokowa cerkiew prawosławna pw.  św. Jana Chrzciciela z XVIII wieku, przy której działa parafia.

## Historia
Miejscowość została założona w XVIII wieku. Była wsią duchowną.
W okresie II Rzeczypospolitej siedziba gminy Howiezna w powiecie nieświeskim, w województwie nowogródzkim. Demografia w 1921 przedstawiała się następująco:
- miasteczko Howiezna liczyło 257 mieszkańców, zamieszkałych w 46 budynkach, w tym 231 Białorusinów, 25 Polaków i 1 osobę innej narodowości[b]. 227 mieszkańców było wyznania prawosławnego i 30 rzymskokatolickiego[4]
- wieś Howiezna liczyła 363 mieszkańców, zamieszkałych w 68 budynkach, wyłącznie Białorusinów wyznania prawosławnego[4]
- folwark Howiezna liczył 29 mieszkańców, zamieszkałych w 6 budynkach, w tym 24 Białorusinów i 5 Polaków. 24 mieszkańców było wyznania prawosławnego i 5 rzymskokatolickiego[4].

W 1928 miejscowość liczyła 257 mieszkańców, znajdowały się tu także młyny.
Po II wojnie światowej w granicach Związku Sowieckiego. Od 1991 w niepodległej Białorusi.